# Intelsat 603
Intelsat 603 (ang. International Telecommunications Satellite) – satelita telekomunikacyjny należący do operatora Intelsat, międzynarodowego giganta w tej dziedzinie, który od 1965 roku wyniósł na orbitę przeszło 80 satelitów.
Intelsat 603 został wyniesiony na orbitę 14 marca 1990 roku za pomocą rakiety Commercial Titan III, jednak nie opuścił niskiej orbity okołoziemskiej. Błąd ten naprawiła w maju 1992 roku załoga misji STS-49, w której użyto po raz pierwszy promu Endeavour. Astronauci przechwycili satelitę i dołączyli do niego nowy silnik rakietowy, który umożliwił Intelsatowi 603 wejście na orbitę geostacjonarną.
Satelita pracował na orbicie geostacjonarnej (nad równikiem), początkowo na pozycji 34,5 stopnia długości geograficznej zachodniej, w latach 1997-2002 na 24,5°W, 2002-2010 na 19,95°W, 2010-2013 na 11,5°E. W styczniu 2013 roku zakończył pracę.